# Suzanne Cronstam
Suzanne Hanan Nadine Cronstam, även känd som "Suuz", född Naffah 30 augusti 1985 i Trelleborg, är en svensk programledare, DJ och vloggare. 

## Karriär
Suzanne Cronstam började 2005 på Sveriges Radio på radiostationen P3 Din Gata med ett eget program. Hennes röst används som jingeln för kanalen. 2008 började hon på Sveriges Television och var programledare för ungdomsprogrammen Allt eller inget och Bobster. Sommaren 2009 medverkade hon i Morgonpasset Sommar i P3.
2011 var Cronstam konferencier på Malmö Arab Film Festival. Under 2012 var hon en av de ansvariga bakom uppstarten av musiktävlingen I Am Music, som under sex år anordnades på Stora scenen på Malmöfestivalen). 2017 bildades I Am Style och I Am Dance hade premiär på We Are Sthlm-festivalen i Stockholm.
Mellan 2013 och 2016 var hon programledare för radioprogrammet Vi i Femman i P4 Malmöhus. 2016 blev hon projektkoordinator för vattenfestivalen Summer Splash och Urban Beach. 2016 var hon producent och programledare för Yrkeskampen som arrangerades av Malmö stad och Worldskills Sweden. Under sommaren 2018 var hon programledare för den årliga Kompromisskampen på Almedalen och hösten samma år programledare i Skånetrafikens webserie "Skjuts med Suuz" samt "TODO", och är skaparen bakom RnB-allsången RnB Out Loud. 